# Margaret Wambuiová
Margaret Nyairera Wambuiová (* 15. září 1995 Nyeri) je keňská běžkyně na střední vzdálenosti se specializací na 800 metrů.
Ve své první mezinárodní soutěži získala zlato na Mistrovství světa juniorů 2014. Na mistrovství světa v halové soutěži 2016 získala bronzovou medaili. Ve stejném roce soutěžila na letních olympijských hrách 2016 a získala bronz. Ve finále si vytvořila nový osobní nejlepší čas 1:56,89.